# نينيجارا
نينيجارا (تُعرف أيضًا بالرومانية باسم نينيجارا، ونينيجارا ونينيجارا) كانت إلهة بلاد ما بين النهرين. كانت مرتبطة بالنيجار، ويُفترض أنها جزء خاص من بعض المعابد المخصصة للآلهة مثل نينيسينا وإنانا. وقد اقترح أيضًا أنها كانت مرتبطة بالولادة، أو الشفاء، أو بكلا هذين المجالين. وقد تم توثيقها في مصادر من فترة الأسرات المبكرة، مثل قائمة آلهة فارا وترانيم زامي. ويشير الأخير إلى أن مركز عبادتها كان كولابا، وهي منطقة في أوروك. واستمرت عبادتها في فترة أور الثالثة. ومع ذلك، في العصر البابلي القديم بدأ استخدامها كصفة لآلهة أخرى وليس كاسم مميز.

## اسم
كان اسم نينيجارا مكتوبًا بالخط المسماري على النحو التالي:د نين. نيغين أو د نين. نيغين. هارا. بالإضافة إلى ذلك، في نسختين من ترانيم زامي المتغيرات dnin-naĝar و d nin- SIG.E 2 (وفقًا لما ذكره Manfred Krebernik [الإنجليزية] وجان ليسمان ربما يكون خطأً بالنسبة لـ d nin- ŠU 2 .UD. KID، يجب قراءتها كـ d nin- NIĜIN 3 أو d nin-niĝar x ) تحدث. يشير شرح من نسخة من قائمة الآلهة An = Anum إلى أن العلامة NIN ربما كانت تُقرأ على أنها ereš أو egi.
على الرغم من التشابه الصوتي، فمن المرجح أن زوجة بانيجينجارا نينبانيجارا كانت شخصية مميزة، ومن غير المرجح أن يكون اسمها نسخة أخرى من اسم نينيجارا.

### مصطلحنيجار
يمكن ترجمة الاسم نينيجارا من السومرية إلى "سيدة النيهار". من المفترض أن هذا المصطلح يشير إلى جزء محدد من المعبد.  يظهر كلقب لمعبد نينيسينا في إيسين في ترانيم المعبد، بالإضافة إلى أسماء ثلاثة من المعابد المخصصة لإنانا (في أكاد ، شوروباك وزابالام ). يزعم مارتيل ستول، استنادًا إلى ظهور هذا المصطلح في مقطع يسلط الضوء على دور نينيسينا كقابلة إلهية، أن النيجار كان مرتبطًا بالولادة، ويتكهن بأن المصطلح ربما كان مفهومًا مجازيًا على أنه "رحم". يدعم غريغوار نيكوليت أيضًا تفسير ستول.

## شخصية
استنادًا إلى الارتباط المقترح بين النيهار والولادة، يزعم غريغوار نيكوليت أن نينيجارا كانت تعتبر إلهة الولادة وفقًا لذلك. يقترح أنطوان كافينيو ومانفريد كريبرنيك بدلاً من ذلك أنها كانت إلهة شفاء، حيث تظهر إلى جانب نينتينوجا في قوائم العروض من فارا في العصر المبكر وقائمة آلهة إيسين البابلية القديمة، في حين أن قائمة معجمية إيميسال وأن = أنوم (اللوح الخامس، السطر 135) تساوي بينها وبين آلهة مثل نينيسينا ونينكاراك. يذكر نيكوليت أن التفسيرين قد يكونان صحيحين، ويشير إلى أن آلهة الشفاء في بلاد ما بين النهرين قد تكون مرتبطة بالتوليد. ويشير أيضًا إلى أنها تظهر في قائمة آلهة إيسين بين قسم يركز على آلهة الشفاء وقائمة آلهة الخادم التي يمكن ربطها إما بنينيسينا وإنانا ( نينشوبور، نينيجيزيبارا، نينكينونا ) أو بالإلهة الأخيرة وحدها (على سبيل المثال نينمورور أو نينسينسينا ). ويشير إلى أنها ربما كانت مرتبطة بإنانا، وأن مثل هذا الارتباط قد يعكس إسنادًا مبكرًا محتملًا للصفات الأمومية إلى الأخيرة. ومع ذلك، وكما لاحظ كريبرنيك ويان ليسمان، لم تكن إنانا تعتبر إلهة الأم.

## يعبد
تم إثبات نينيجارا بالفعل في نصوص الأسرات المبكرة من فارا. يلاحظ غريغوار نيكوليت أنها ظهرت بالقرب من إلهين من آلهة أوروك ( نينيريجال ونينجيريما ) في قائمة الآلهة المبكرة من هذا الموقع، وعلى هذا الأساس يفترض أنها ربما نشأت في هذه المدينة.
إن ما قبل الأخير من ترانيم زامي مخصص لنينيجارا. تم اكتشاف هذه النصوص في أبو صلابيخ، ويُفترض أنها معاصرة تقريبًا للنصوص المبكرة من فارا، على الرغم من عدم إمكانية تحديد تاريخ أكثر دقة. مركز عبادتها في هذا التكوين هو كولابا. في أواخر فترة أوروك، كان هذا الاسم الجغرافي يشير إلى مستوطنة منفصلة عن أوروك، ولكن في مرحلة ما قبل فترة الأسرات المبكرة أصبحت واحدة من مناطقها. بالإضافة إلى نينيجارا، يذكر الترنيمة ثلاثة آلهة أخرى، أوتو، وإيشتران، ونين-أوم. وفقًا لما ذكره مانفريد كريبرنيك ويان ليزمان، قد يشكل هذا إشارة إلى وجود تماثيل تمثلهم في معبد مخصص لنينيجارا.
يذكر نص إداري من فترة أور الثالثة تقديم نعجة مسمنة إلى نينيجارا نيابة عن Abī-simtī [الإنجليزية] إلى جانب التضحيات المماثلة التي قدمت لداجان، وإنانا، وخابوريتوم، وآلهة أخرى لم يتم حفظ أسمائها. في نفس الفترة، تم تخصيص أشياء نذرية لنينيجارا بواسطة Kubātum [الإنجليزية]، زوجة الملك شو-سين. يلاحظ بيتر شارفات أن هذا يعكس على الأرجح مكانتها الاجتماعية العالية، حيث كانت مثل هذه التكريسات تُقدم من قبل الملوك فقط وفي حالة واحدة من قبل أميرة.

## ملحوظات
1. ↑  The interpretation of niĝar as a specific type of room might explain why in the Mari god list Ninniĝara occurs next to Ninnesaĝ, as the latter name was seemingly understood as "lady of the (gu)nesaĝ", a room used to perform libations in some Mesopotamian temples (for example the Ekišnugal (de) in أور).[9]
2. ↑  However, in one of the Temple Hymns, dedicated to Inanna of Ulmaš, the reference to the niĝar occurs before the goddess is described as a warlike figure.[12]

### فهرس
- Cavigneaux, Antoine; Krebernik, Manfred (1998), "NIN-niĝara",  (بالألمانية), vol. 9 {{استشهاد}}: الوسيط |title= غير موجود أو فارغ (help) and الوسيط |تاريخ الوصول بحاجة لـ |مسار= (help)
- Charvát، Petr (2016). "A Study in Doors". Audias fabulas veteres. Anatolian Studies in Honor of Jana Součková-Siegelová. Brill. ص. 58–70. DOI:10.1163/9789004312616_005. ISBN:978-90-04-31260-9.
- Feliu، Lluís (2003). The god Dagan in Bronze Age Syria. Leiden Boston, MA: Brill. ISBN:90-04-13158-2. OCLC:52107444. مؤرشف من الأصل في 2024-12-24. اطلع عليه بتاريخ 2024-07-14.
- Krebernik، Manfred؛ Lisman، Jan J. W. (2020). The Sumerian Zame Hymns from Tell Abū Ṣalābīḫ. ISBN:978-3-96327-034-5.
- Nicolet، Grégoire (2022). "Old Babylonian god-lists in retrospect: A new edition of TH 80.112". Syria. OpenEdition ع. 99: 9–78. DOI:10.4000/syria.14285. ISSN:0039-7946.
- Simons، Frank (2017). "A New Join to the Hurro-Akkadian Version of the Weidner God List from Emar (Msk 74.108a + Msk 74.158k)". Altorientalische Forschungen. De Gruyter. ج. 44 ع. 1. DOI:10.1515/aofo-2017-0009. ISSN:2196-6761. S2CID:164771112. مؤرشف من الأصل في 2024-09-28.
- Stol، Marten (2000). Birth in Babylonia and the Bible: Its Mediterranean Setting. Cuneiform Monographs. Brill Styx. ISBN:978-90-72371-89-8. مؤرشف من الأصل في 2023-03-07. اطلع عليه بتاريخ 2024-07-14.
- Zgoll، Annette (1997). "Inana als nugig". Zeitschrift für Assyriologie und Vorderasiatische Archäologie. Walter de Gruyter GmbH. ج. 87 ع. 2. DOI:10.1515/zava.1997.87.2.181. ISSN:0084-5299. S2CID:162036295.